# Epidídimo
O epidídimo é um pequeno ducto que coleta e armazena os espermatozoides produzidos pelo testículo e está presente em todos os amniotas do sexo masculino. Localiza-se posteriormente ao testículo, no saco escrotal, e desemboca na base do ducto deferente, o canal que conduz os espermatozoides até à próstata. O epidídimo é tão longo como o testículo, em forma de "C" achatado (em seres humanos adultos, esta forma de "C" tem de 5 a 7 centímetros de comprimento, entretanto sua extensão sem compactação é de 6 metros), junto a um dos lados do testículo. Depois de ter sido armazenado no epidídimo, o esperma avança através do canal deferente até a próstata, onde se mistura com o líquido seminal originário das vesículas seminais, movendo-se pela próstata até a uretra durante a ejaculação.

## Regiões
O Epidídimo pode ser dividido em três regiões:
- A cabeça (Caput).  A cabeça do epidídimo recebe espermatozoides através dos dutos eferentes do testículo. A concentração de esperma aqui está diluída.
- O corpo (Corpus). Durante a passagem pelo corpo do epidídimo os espermatozoides amadurecem.
- A cauda (Cauda).  Nessa região o espermatozoide já maduro fica armazenado, ocorrendo absorção de fluido, o que torna o esperma mais concentrado.

Em répteis, há um canal adicional entre os testículos e a cabeça do epidídimo que recebe os vários dutos eferentes.

## Imagens adicionais
|  |  | - Sistema reprodutor masculino. - Testículo - Desenho esquemático de uma secção transversal através do processo vaginal. |  |
|  |  | |  |
|  |  | |  |